# Geoffrey Ndungu
Geoffrey Gikuni Ndungu, né le 11 mars 1984, est un coureur de fond kényan spécialisé en course en montagne. Il a remporté la Coupe du monde de course en montagne 2018.

## Biographie
Il vit et grandit sur les hauts plateaux du Kenya, dans le village de Kiambogo.
L'ancien orienteur Thomas Krejci le rencontre en 2008 lors d'un voyage au Kenya. Les deux athlètes se lient d'amitié et Thomas décide de fonder l'équipe run2gether qui permet aux athlètes kényans de venir s'entraîner en Autriche et inversément.
Il remporte le marathon de Saint-Wendel en 2009 en battant le record du parcours, en 2 h 14 min 27 s. Il gagne une prime de victoire de 3 500 € avec laquelle il s'achète une vache pour pouvoir faire vivre sa famille.
En 2011, à la suite d'une proposition de Thomas Wüst, directeur marketing de Saint-Wendel qui est jumelée avec Balbriggan, le conseil de la ville irlandaise décide d'inviter des athlètes à courir le marathon de Dublin. La ville de Saint-Wendel étant également impliquée dans le projet run2gether, Geoffrey et deux autres athlètes kényans de l'équipe sont invités. Il remporte le marathon en établissant un nouveau record de l'épreuve en 2 h 8 min 33 s,.
Il remporte le marathon de la Jungfrau en 2013 devant Petro Mamu et Viktor Röthlin et à moins de 1 min 30 s du record de Jonathan Wyatt.
Des problèmes aux tendons d'Achille de ses deux jambes le forcent à faire une pause en 2015 pour récupérer. La réhabilitation le force à changer son style de course et des douleurs récurrentes l'empêchent de s'entraîner correctement pour les marathons. Il décide de délaisser la course sur route pour se concentrer sur la course en montagne. Il fait son retour à la compétition en 2016 en remportant à nouveau la course de montagne du Kitzbüheler Horn.
Le 15 juillet 2018, il prend le départ en tant que favori de la course de montagne du Grossglockner. Menacé dans un premier temps par l'Allemand Anton Palzer, il hausse le rythme dans les derniers kilomètres pour s'assurer de la victoire et remporter la première manche de la Coupe du monde de course en montagne. Le 4 août, il termine quatrième du PizTri Vertikal remporté par Francesco Puppi. L'Italien s'empare alors de la tête provisoire du classement. Le 30 septembre, il effectue une excellente course au Hochfelln pour remporter la victoire devant Francesco et rattraper son retard au classement. Le 6 octobre, il effectue une solide course pour rester dans les talons de l'Italien Bernard Dematteis avantagé dans les descentes de la course de Šmarna Gora. Geoffrey parvient à terminer troisième et profite de l'absence de Francesco Puppi pour remporter le classement de la Coupe du monde.
Il prend part à la Coupe du monde de course en montagne 2021 en se concentrant sur les épreuves du format Classique. Après une quatrième place à la course de montagne du Grossglockner, il prend le départ du semi-marathon de Krkonoše aux côtés de ses compatriotes de l'équipe run2gether avec comme seuls rivaux, les favoris locaux qui participent aux championnats de Tchéquie de course en montagne longue distance. Geoffrey mène le groupe de tête composé de Timothy Kimutai Kirui et Marek Chrascina. Au sommet du Černá Hora après 15 kilomètres, Geoffrey décide d'accélérer afin de larguer ses adversaires. Il s'impose avec près d'une minute d'avance sur son compatriote Timothy. Le 26 septembre, il s'élance sur le Trofeo Ciolo qui accueille un plateau relevé. L'Érythréen Petro Mamu prend les commandes de la course et s'envole vers la victoire. Geoffrey mène le groupe de poursuivants aux côtés de plusieurs Italiens. Parvenant à rattraper Petro, ils doivent le laisser filer lorsque ce dernier accélère pour ne pas laisser filer la victoire. Geoffrey doit ensuite contenir les attaques d'Alex Baldaccini pour conserver sa deuxième place. Le 3 octobre, il prend le départ du Zumaia Flysch Trail Maratoia Erdia en tant que favori. Seul rival, le Hongrois Sándor Szabó parvient à rester dans ses talons sans toutefois réussir à le doubler. Geoffrey s'impose et remporte le classement de la catégorie Classique grâce à ses deux victoires. Il termine en outre troisième du classement général derrière Sándor Szabó plus présent sur l'ensemble des épreuves.

## Palmarès

### Route
| Année | Compétition                             | Lieu         | Place | Épreuve          | Performance     |
| ----- | --------------------------------------- | ------------ | ----- | ---------------- | --------------- |
| 2008  | Höhenstrassenlauf                       | Vienne       | 1er   | Course populaire | 42 min 12 s     |
| 2009  | Championnats des forces armées kényanes | Nairobi      | 1er   | Semi-marathon    | 1 h 1 min 1 s   |
| 2009  | Marathon de Saint-Wendel                | Saint-Wendel | 1er   | Marathon         | 2 h 14 min 27 s |
| 2010  | Championnats des forces armées kényanes | Nairobi      | 1er   | 15 kilomètres    | 42 min 48 s     |
| 2010  | Semi-marathon de Vérone                 | Vérone       | 1er   | Semi-marathon    | 1 h 2 min 16 s  |
| 2010  | Marathon de Saint-Wendel                | Saint-Wendel | 1er   | Marathon         | 2 h 11 min 30 s |
| 2011  | Kärnten Läuft                           | Klagenfurt   | 2e    | Semi-marathon    | 1 h 3 min 19 s  |
| 2011  | Marathon de Dublin                      | Dublin       | 1er   | Marathon         | 2 h 8 min 35 s  |
| 2012  | Course de Chiètres                      | Chiètres     | 1er   | 15 kilomètres    | 43 min 46 s     |
| 2012  | Marathon de Vienne                      | Vienne       | 7e    | Marathon         | 2 h 10 min 0 s  |
| 2012  | Marathon de Dublin                      | Dublin       | 1er   | Marathon         | 2 h 11 min 9 s  |
| 2013  | Marathon de Vienne                      | Vienne       | 3e    | Marathon         | 2 h 8 min 42 s  |
| 2013  | Marathon de Florence                    | Florence     | 2e    | Marathon         | 2 h 12 min 18 s |
| 2014  | Marathon de Riga                        | Riga         | 2e    | Marathon         | 2 h 13 min 49 s |

### Course en montagne
| no  | masculin           | Course                                 | Longueur | Départ            | Temps           |
| --- | ------------------ | -------------------------------------- | -------- | ----------------- | --------------- |
| 1re | Médaille d'or      | Course de montagne du Grossglockner    | 12,6 km  | 19 juillet 2009   | 1 h 9 min 36 s  |
| 1re | Médaille d'or      | Stralivigno                            | 21 km    | 2 août 2009       | 1 h 10 min 7 s  |
| 1re | Médaille d'or      | Course de montagne du Feuerkogel       | 11 km    | 9 août 2009       | 55 min 30 s     |
| 1re | Médaille d'or      | Course de montagne du Kitzbüheler Horn | 12,9 km  | 30 août 2009      | 58 min 20 s     |
| 2e  | Médaille d'argent  | Course de montagne du Grossglockner    | 12,6 km  | 18 juillet 2010   | 1 h 10 min 21 s |
| 1re | Médaille d'or      | Course de montagne du Grossglockner    | 12,6 km  | 17 juillet 2011   | 1 h 10 min 16 s |
| 1re | Médaille d'or      | Course de Schlickeralm                 | 9 km     | 24 juillet 2011   | 47 min 16 s     |
| 2e  | Médaille d'argent  | Course de montagne du Feuerkogel       | 10 km    | 7 août 2011       | 56 min 33 s     |
| 1re | Médaille d'or      | Course de montagne du Grossglockner    | 12,6 km  | 15 juillet 2012   | 1 h 12 min 12 s |
| 1re | Médaille d'or      | Course de Schlickeralm                 | 11,2 km  | 29 juillet 2012   | 59 min 54 s     |
| 2e  | Médaille d'argent  | Course de montagne du Grossglockner    | 12,6 km  | 21 juillet 2013   | 1 h 11 min 19 s |
| 3e  | Médaille de bronze | Course de Schlickeralm                 | 11,2 km  | 28 juillet 2013   | 58 min 34 s     |
| 1re | Médaille d'or      | Marathon de la Jungfrau                | 42,2 km  | 14 septembre 2013 | 2 h 50 min 28 s |
| 1re | Médaille d'or      | Course de montagne du Grossglockner    | 12,6 km  | 13 juillet 2014   | 1 h 13 min 13 s |
| 1re | Médaille d'or      | Stralivigno                            | 21 km    | 25 juillet 2014   | 1 h 12 min 43 s |
| 2e  | Médaille d'argent  | Thyon-Dixence                          | 16,3 km  | 3 août 2014       | 1 h 10 min 45 s |
| 2e  | Médaille d'argent  | Marathon de la Jungfrau                | 42,2 km  | 13 septembre 2014 | 3 h 3 min 20 s  |
| 1re | Médaille d'or      | Course de montagne du Kitzbüheler Horn | 12,9 km  | 28 août 2016      | 1 h 0 min 53 s  |
| 1re | Médaille d'or      | Course de montagne du Grossglockner    | 12,6 km  | 16 juillet 2017   | 1 h 13 min 19 s |
| 1re | Médaille d'or      | Course de Schlickeralm                 | 11,2 km  | 30 juillet 2017   | 58 min 47 s     |
| 1re | Médaille d'or      | Thyon-Dixence                          | 16,3 km  | 6 août 2017       | 1 h 11 min 24 s |
| 1re | Médaille d'or      | Course de montagne du Kitzbüheler Horn | 12,9 km  | 27 août 2017      | 1 h 1 min 24 s  |
| 1re | Médaille d'or      | Course de montagne du Grossglockner    | 12,6 km  | 15 juillet 2018   | 1 h 12 min 6 s  |
| 1re | Médaille d'or      | Course de Schlickeralm                 | 11,2 km  | 29 juillet 2018   | 57 min 40 s     |
| 1re | Médaille d'or      | Course de montagne du Kitzbüheler Horn | 10,5 km  | 26 août 2018      | 48 min 7 s      |
| 1re | Médaille d'or      | Course de montagne du Hochfelln        | 8,9 km   | 30 septembre 2018 | 43 min 48 s     |
| 3e  | Médaille de bronze | Course de Šmarna Gora                  | 10 km    | 6 octobre 2018    | 42 min 47 s     |
| 2e  | Médaille d'argent  | Course de montagne du Grossglockner    | 13,3 km  | 14 juillet 2019   | 1 h 12 min 19 s |
| 2e  | Médaille d'argent  | Fletta Trail                           | 21 km    | 1er août 2021     | 1 h 26 min 51 s |
| 2e  | Médaille d'argent  | Glacier 3000 Run                       | 26 km    | 7 août 2021       | 2 h 27 min 36 s |
| 1re | Médaille d'or      | Semi-marathon de Krkonoše              | 21 km    | 15 août 2021      | 1 h 32 min 30 s |
| 2e  | Médaille d'argent  | Trofeo Ciolo                           | 11,7 km  | 26 septembre 2021 | 51 min 19 s     |
| 1re | Médaille d'or      | Zumaia Flysch Trail Maratoia Erdia     | 22,2 km  | 3 octobre 2021    | 1 h 36 min 48 s |
| 1re | Médaille d'or      | Half SkyMarathon Sentiero 4 Luglio     | 21 km    | 3 juillet 2022    | 1 h 59 min 25 s |
| 1re | Médaille d'or      | Silvretta Run 3000 MEDIUM              | 29,9 km  | 16 juillet 2022   | 2 h 18 min 2 s  |
| 1re | Médaille d'or      | Glacier 3000 Run                       | 25 km    | 6 août 2022       | 2 h 17 min 49 s |

## Records
| Épreuve       | Performance    | Date             | Lieu                      |
| ------------- | -------------- | ---------------- | ------------------------- |
| 5 kilomètres  | 13 min 57 s 4  | 12 juillet 2008  | Sankt Georgen im Attergau |
| 10 kilomètres | 28 min 55 s    | 4 août 2012      | Bianco                    |
| 15 kilomètres | 43 min 46 s 9  | 17 mars 2012     | Chiètres                  |
| 10 miles      | 52 min 0 s     | 4 août 2013      | Navazzo di Gargnano       |
| Semi-marathon | 1 h 1 min 12 s | 22 novembre 2009 | Palmanova                 |
| Marathon      | 2 h 8 min 33 s | 31 octobre 2011  | Dublin                    |